# Diocesan Boys’ School
Die Diocesan Boys’ School (abgekürzt DBS oder „Diözesan-Knabenschule“, chinesisch 拔萃男書院, Pinyin Bácuì Nánshūyuàn, Jyutping Bat6seoi6 Naam4syu1jyun2) ist ein Jungengymnasium in Hongkong. Gegründet im Jahr 1869, ist sie die älteste Schule in Hongkong.